# EXCITING TIME
『EXCITING TIME』（エキサイティングタイム）は、フジテレビが制作し、同局系列で不定期放送されているボクシング中継番組。および同局が後援するボクシング興行の名称。

## 概要
フジテレビではそれまで長きに渡り「ダイヤモンドグローブ」を定期放送してきたが、昨今ではCS放送フジテレビNEXTでの生中継番組が2015年で終了して以降、地上波で深夜録画という形態を採っている。
2013年から大橋ボクシングジム所属アマチュア7冠の新人・井上尚弥と放送権契約を締結。「EXCITING TIME ボクシング中継」のタイトルとして中継することになった。なお、「ダイヤモンドグローブ」とは違いサンケイスポーツは関わっていない。
第1回放送は、その井上デビュー3戦目となる4月16日後楽園ホールでの佐野友樹戦を「カスペ!」枠で生中継、同局では1992年11月20日のWBA世界スーパーフェザー級タイトルマッチ、ヘナロ・エルナンデス vs 渡辺雄二以来21年ぶりのゴールデンタイム生中継となり、カメラ11台を使い、スタッフ150人態勢で中継され、会場には3台の大型ビジョンも設置された。また、番組内ではロンドンオリンピックミドル級金メダリスト村田諒太のプロテストも生中継した。
第2回は8月25日に有明コロシアムより村田のデビュー戦、スカイアリーナ座間より田口良一 vs 井上の日本タイトルマッチを二元中継として放送する予定だったが、最終的には「ダイヤモンドグローブスペシャル」のタイトルで放送されることになった。

### EXCITING TIME PLUS
2013年6月3日未明1:10 - 2:10に放送。試合中継ではなくMCの千原ジュニアと解説者の西岡利晃のトークも交えたドキュメンタリー形式で放送。

## 番組出演者

### MC
- 千原ジュニア（お笑いタレント）：メインMC
- 菜々緒（モデル）
- 加藤綾子（フジテレビアナウンサー）

### 解説
- 西岡利晃（WBC世界スーパーバンタム級名誉チャンピオン、テレビ東京解説者兼）

### 実況
- 竹下陽平（フジテレビアナウンサー）

### レポーター
※瀧口以外はフジテレビアナウンサー
- 福永一茂
- 鈴木芳彦
- 松村未央
- 瀧口友里奈（セント・フォース所属）

### 歴代世界チャンピオン
2013年4月16日放送分
- 輪島功一
- 具志堅用高
- 川島郭志
- 竹原慎二
- 飯田覚士
- 畑山隆則
- 内藤大助
- ガッツ石松